# 圖書館2.0
圖書館2.0代表一種現代化形式的圖書館服務之廣義模式，它反映了圖書館提供服務給使用者的模式之轉變。圖書館2.0的概念是建立在商業2.0和Web 2.0的哲學基礎上。其中包含網路服務，如圖書館使用OPAC系統之後，促使越來越多從使用者端的資訊回饋給圖書館。以圖書館2.0的精神提供的圖書館服務，強調以不斷更新（updated）、重複評鑑（reevaluated），藉以提供最好的服務給讀者。圖書館2.0也鼓勵使用者提供使用圖書館服務之經驗的回饋並主動參與圖書館服務的設計、與執行。圖書館2.0的服務模式，相對於已經維持好幾百年的，傳統且單向的圖書館服務，其又被稱為圖書館1.0（Library 1.0）的服務模式。

## 概述
圖書館2.0一詞是由Michael Casey （页面存档备份，存于）2005年9月，在其個人的部落格「LibraryCrunch （页面存档备份，存于）」中所提到，Michael Casey認為圖書館2.0是商業2.0和Web 2.0的副產品。Michael Casey建議圖書館，特別是公共圖書館，應該思考是否需要為圖書館社群，提供應用Web 2.0技術（technology-driven services）和非技術性（non-technology based services）的服務。Michael Casey特別強調，圖書館應該要認知，當使用者參與的角色越來越重要時，圖書館就必須採取不停改變的策略，以因應社會和社群的快速變化。
圖書館2.0概念第一次的亮相是在2005年10月的Internet Librarian 2005會議上。當時，Michael Stephens展示了Saint Joseph County Public Library將Web 2.0的技術展現在其圖書館網站，如使用及時通訊軟體進行虛擬參考服務。
一個圖書館2.0的圖書館，會時常進行圖書館評鑑和圖書館服務的更新，以滿足使用者不停改變的需求。圖書館2.0也要求圖書館盡可能地鼓勵使用者積極參與圖書館服務，並適時地給予圖書館回饋。一個活躍且被授權（empowered）能夠發表意見的圖書館使用者是圖書館2.0中的重要元素。唯有圖書館與使用者間的資訊流動是雙向互動的情況，圖書館服務才有可能持續改善圖書館服務，或是產生創新的圖書館服務。也就是說，不論是虛擬或是實體的圖書館服務，使用者對於圖書館而言，不再僅是參與者，也扮演著共同創作者（co-creator）和顧問的角色。

## 關鍵原則
圖書館2.0的關鍵原則不單指對書籍或資訊的取用（access）。它是關於創新（innovation）、關於人群（people）、關於社群的建立（community building），特別是社群或圖書館運用社會性軟體（Social Software）與彼此互動溝通的模式，此模式又可稱為social computing。要達成上述景象，圖書館必須和使用者建立信任（trust）關係，並且鼓勵使用者透過寫作（writing）、評比（rating）和評論（commenting）圖書館提供的服務或館藏，來分享自己的想法。甚至允許圖書館館藏（collection）開放給發展者（developers）使用（use）、再使用（reuse）及改善（improve）之。
- 瀏覽器＋web 2.0應用程式＋連接性＝全功能OPAC
- 讓使用者積極參與圖書館服務的設計與實施
- 使用者應該能夠改善圖書館所提供的服務
- 圖書館2.0不是個封閉的概念
- 不停的改變已經取代傳統固定的的升級週期模式
- 永遠的測試版（Beta）
- 從相關的領域中，不斷的蒐集並統整點子和產品，並且匯整到圖書館的服務模式中
- 能夠不斷的評鑑和改善服務品質與內容，帶著開放的心，隨時都願意採用更新更好的服務來取代不合時宜的舊服務
- 僵化的組織、人員會導致失敗
- 瞭解長尾理論（The Long Tail），善用長尾力量

## 圖書館2.0之爭論
許多部落客對於圖書館2.0的看法議論紛紛。有一些圖書館員部落客認為圖書館2.0的關鍵原則，其中部分原則並非原創，而是早在19世紀的圖書館改革中就已經成為圖書館服務的哲學原則。其他的部落客則呼籲應該要提供更多的具體案例，說明如何讓圖書館轉型成為一個符合圖書館2.0條件的圖書館。Walt Crawford （页面存档备份，存于）認為，圖書館2.0結合工具（tools）和服務態度（attitudes）兩者是很好的想法，不過，這樣的想法並非原創。Walt Crawford批評，圖書館2.0強調的，並非要求圖書館提供適當的資源給所有的使用者，為使用者蒐集所有的資訊，而是強調帶著一些具有商業性和工具性的態度，服務部分或特定的使用者與社群。
圖書館2.0的擁護者，如Stephen Abram （页面存档备份，存于）, Michael Stephens, Paul Miller （页面存档备份，存于）等人，反駁上述的批評，他們認為雖然圖書館2.0的概念或原則並非原創，可是將這些服務目的（service goals）和點子（ideas）與web2.0的技術以匯流（convergence）方式進行整合的想法，確實帶領出新世紀圖書館服務的不同樣貌。
基本互信的概念（the concept of radical trust）似乎是這些議題的核心。但是，總的來說，當圖書館員學習web 2.0工具以加強彼此溝通討論的能力，使其內部業務能夠提升至企業2.0（enterprise 2.0）的樣態，對使用者或許會造成些許負面的影響。

## 外部連結
- 英文部分
  - Michael Stephens的部落格Tame The Web: Libraries and Technology （页面存档备份，存于）
  - Saint Joseph County Public Library （页面存档备份，存于）
  - Internet Librarian 2005 （页面存档备份，存于）
  - library2.0 tag at Del.icio.us - follow the pointers （页面存档备份，存于）
  - Library 2.0 articles at LISWiki, a Library and information science wiki
  - Ambient Librarian - a Library 2.0 wiki
  - Library 2.0 Reading List at Squidoo
  - Yarra Plenty Library Melbourne, Australia （页面存档备份，存于）
  - Public Library Charlotte Mecklenberg County, NC, USA （页面存档备份，存于）
  - The 23 Things （页面存档备份，存于）
  - BEYOND LIBRARY 2.0: Building Communities, Connections, & Strategies - Theme of the conference Computers in Libraries 2007 （页面存档备份，存于）
  - Library 2.0 discussion group on Ning （页面存档备份，存于）
- 中文部分（台灣）
  - HemiDemi黑米 （页面存档备份，存于）的圖資世界 （页面存档备份，存于）
  - XXC@Blog （页面存档备份，存于）中關於圖書館2.0的文章[永久]
  - 姜義臺的網路圖書館 （页面存档备份，存于）中關於圖書館2.0的文章 （页面存档备份，存于）
  - 梁董的吧檯後 （页面存档备份，存于）中關於圖書館2.0的文章
  - 圖林中文譯站中關於圖書館2.0的文章
  - 圖書館觀點[永久]中關於圖書館2.0的文章
  - 錢途無量中關於圖書館2.0的文章
- 中文部分（香港）
  - OPAC 2.0 - 東華三院盧幹庭紀念中學分享個案︰閱讀分享，自主學習，跨學科參與，實踐資源共享 （页面存档备份，存于）
  - OPAC 2.0 - 保良局黃永樹小學分享個案︰愛閱讀，樂分享，網上發表書評風行校園 （页面存档备份，存于）